# Sickle Mountain
Sickle Mountain är ett berg i Antarktis. Det ligger i Västantarktis. Argentina, Chile och Storbritannien gör anspråk på området. Toppen på Sickle Mountain är 1 250 meter över havet.
Terrängen runt Sickle Mountain är huvudsakligen kuperad. Trakten är obefolkad. Det finns inga samhällen i närheten.